# Rage in Eden
Rage in Eden – piąty album noworomantycznej grupy Ultravox, drugi z wokalistą Midgem Urem.

## Lista utworów
Autorami wszystkich utworów są: Midge Ure, Billy Currie, Chris Cross i Warren Cann.
1. The Voice – 6:01
2. We Stand Alone – 5:39
3. Rage in Eden – 4:12
4. I Remember (Death in the Afternoon) – 4.57
5. The Thin Wall – 5:39
6. Stranger within – 7:26
7. Accent on Youth – 4:45
8. The Ascent – 2:19
9. Your Name (Has Slipped My Mind Again) – 4:29